# Favila Asturský

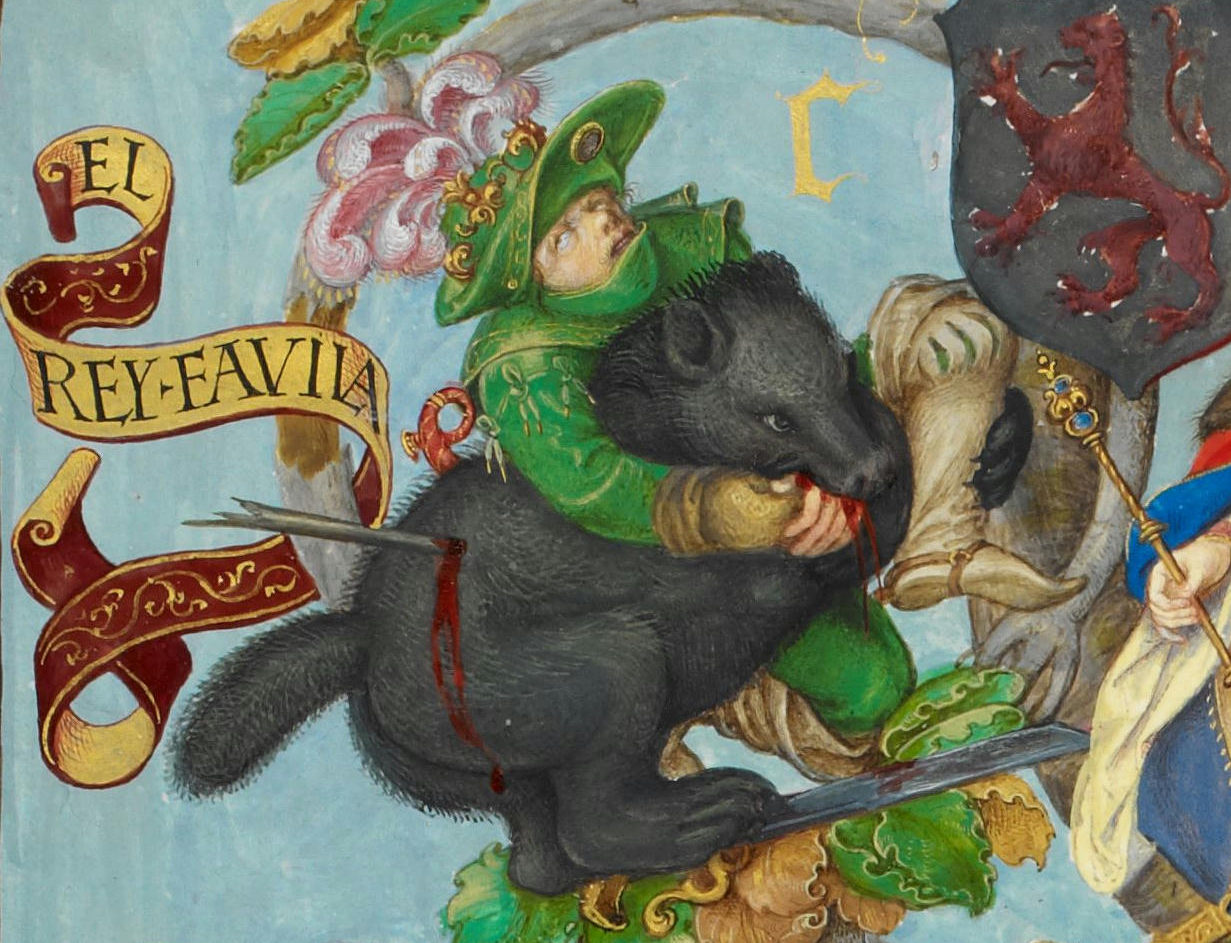
Miniatura z roku 1530, znázorňujicí Favilu přemoženého medvědem

Favila nebo také Fafila (cca 710–739) byl druhý asturský král od roku 737 až do své smrti. Byl jediným synem a následníkem Pelaya Asturského, prvního vládce Asturie.
V roce 737 založil kostel Santa Cruz de Cangas ve svém sídelním městě Cangas de Onís. Kromě toho nejsou o jeho vládě známé další informace.
Favila byl zabit medvědem během lovu roku 739. Následkem toho byli k němu asturští kronikáři velmi kritičtí a zdůrazňovali jeho lehkomyslnost. Nicméně královské lovy v té době nesloužily jen k pobavení, ale byly zároveň stmelujícím prvkem celého panovníkova dvora.
Favila je pohřben se svou ženou Froilubou v kostele Santa Cruz de Cangas de Onís, který sám založil.
Po jeho smrti na trůn nastoupil jeho švagr Alfonso I., manžel jeho sestry Ermesindy.